# Gaiman
Gaiman è una città dell'Argentina capoluogo del dipartimento omonimo nella provincia di Chubut. Si trova in una valle del fiume Chubut, 15 km ad ovest di Trelew.

## Geografia fisica
Gaiman si trova nella Valle Inferior de fiume Chubut, nella Patagonia Argentina. Dista da Buenos Aires 1.450 km lungo la Ruta Nacional 3. L'aeroporto di Trelew, collegato da varie compagnie aeree, dista 20 km.

## Toponimo
Il suo nome significa, nella lingua tehuelche, punta di pietra.

## Monumenti e luoghi d'interesse
- Museo Regionale Gallese, ospitato nella vecchia stazione ferroviaria del Ferrocarril Nacional Patagónico.
- Museo Antropologico.
- Primera Casa.
- Parco el Desafío, sulle sponde del fiume Chubut.
- Parco Paleontologico Bryn Gwyn, a 10 km da Gaiman.

### Casas de Té Galés
Il Té Galés è una tradizione di famiglia gallese. È parte della cultura di Gaiman ed i turisti possono assaporare, nelle diverse Casas de Té, il tè con la tradizionale torta nera gallese, la torta di crema, la torta di noci, la torta di mele, la torta al cioccolato con panna e le torte con frutta, oltre ai vari dolci regionali con burro e pane fatto in casa.

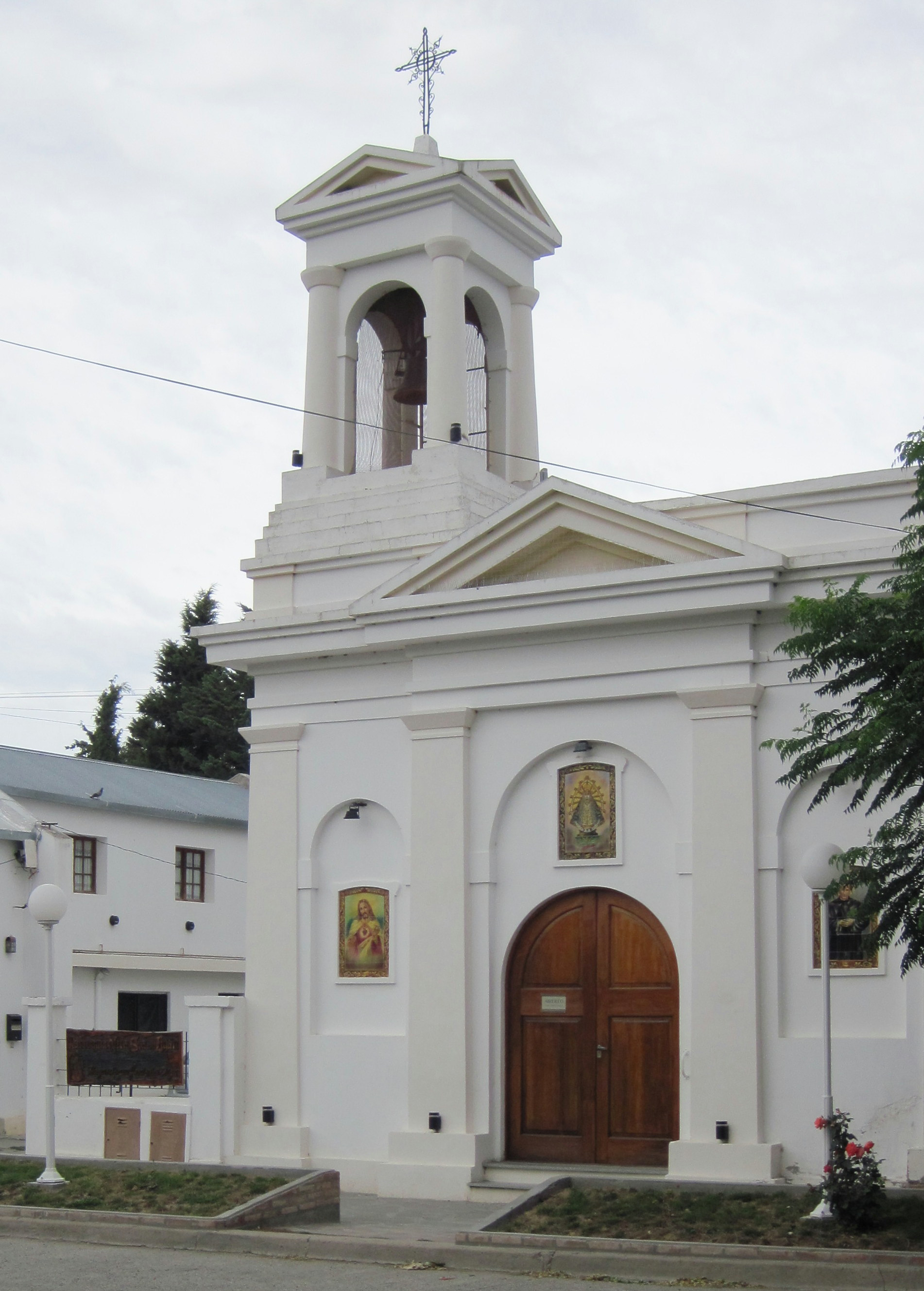
Iglesia en Gaiman